# Eduard Mohr (Segler)
Eduard Mohr (* 29. Juni 1902 in Hamburg; † 20. September 1984 ebenda) war ein deutscher Regattasegler, der an den Olympischen Spielen 1936 teilnahm und eine Bronzemedaille gewann.
Bei den Olympischen Spielen 1936 trat in der 8-Meter-Klasse die Yacht Germania III an. Der Eigner der Yacht war Alfried Krupp, der auch selbst mitsegelte, als Skipper fungierte Hans Howaldt. Zur Besatzung gehörten außerdem Fritz Bischoff, Felix Scheder-Bieschin, Otto Wachs und Eduard Mohr. Die Crew des in Hamburg ansässigen Norddeutschen Regatta Vereins lag nach sieben Regatten gemeinsam mit den Norwegern hinter den Italienern. Die Entscheidungsregatta um Silber und Bronze gewannen die Norweger vor dem deutschen Boot.